# Lauda (Musik)
Lauda (auch Laude oder Lauda spirituale; Pl.: Laudi bzw. Lauden) ist eine Gattung der geistlichen Musik, die im 12. Jahrhundert entstand und vor allem im katholischen Rom des 16./17. Jahrhunderts verbreitet war.
Den Laudi liegen religiöse, meist nicht liturgische, volkstümliche Dichtungen in italienischer, seltener lateinischer Sprache zugrunde, welche auf sehr einfache Melodien zuerst einstimmig, seit dem Ende des 14. Jahrhunderts überwiegend mehrstimmig gesungen wurden. Sie wurden in geistlichen Andachten als Lobgesang und zur musikalischen Auflockerung eingesetzt. Laudi weisen in der Regel eine gereimte Strophenform auf.

## Geschichte
Die Wurzeln der Lauda liegen im Italien des 12. Jahrhunderts, wo sie als Lobgesang frommer Bruderschaften („Compagnie de’ Laudesi“) entstand. In der Anfangszeit hatte sie eine recht einfache, homorhythmische Satzweise. Die Laudikompagnien setzten sich aus Personen einfacher und mittlerer Stände zusammen. Die mittelalterliche Form der Lauda beeinflusste auch die Geißlerlieder der Geißlerbewegung. Das Laudario di Cortona hat sich aus dem 13. Jahrhundert erhalten.
Aus dem 15. Jahrhundert sind zweistimmige Laudi eines unbekannten Meisters der Dufay-Generation überliefert. Im Jahre 1508 ließ Ottaviano dei Petrucci zwei Sammlungen drei- bis vierstimmiger Laudi in Sätzen bekannter Meister weltlicher Musik drucken. Sie sind einfach und übersichtlich gehalten, akkordisch schlicht komponiert; ihr Text ist leicht verständlich. Dieser Laudenstil hat die hohe Kunstmusik der Niederländer um 1500, z. B. Werke von Josquin des Prèz, nachhaltig befruchtet. Die homophonen, Note gegen Note gesetzten, ausdrucksvollen Partien innerhalb der Mensuralmusik gehen auf den Einfluss der Laudi zurück.
Seit der zweiten Hälfte des 16. Jahrhunderts ist die Lauda meist dreistimmig. 1563 erschienen die ein- bis vierstimmigen Laudi spirituali des Dominikaners Serafino Razzi und das erste Buch von Giovanni Animuccia – die älteste Sammlung von Lauden eines einzigen Komponisten –, dem 1570 ein zweites folgte.
Als Vorläufer des musikalischen Oratoriums gelten vor allem die Lauden in Dialogform. Diese stellen Gespräche zu einem geistlichen Thema dar, beispielsweise zwischen Lehrer und Schüler, zwischen Christus und der Seele, aber auch zwischen allegorischen oder biblischen Figuren.
Mit ihrer ausgeprägten formalen und satztechnischen Simplizität verlieren die Lauden im Laufe des 17. Jahrhunderts, in dem die italienische Musik eine bedeutende Stilwende durchläuft, an Bedeutung. Aus den zahlreichen Laudi des Kreises um Philipp Neri entwickelten sich schließlich die Anfänge des Oratoriums.
Als wichtigster Laudendichter gilt Agostino Manni (1548–1618). Weitere Komponisten, von denen Lauden überliefert sind: Giovanni Animuccia (ca. 1514–1571), Francisco Soto (ca. 1534–1619) und Giovanni Giovenale Ancina (1545–1608).